# Arne Waumans
Arne Waumans (* 12. Januar 2000) ist ein belgischer Eishockeytorwart, der seit 2017 für HYC Herentals in der belgisch-niederländischen BeNe League spielt.

## Karriere
Arne Waumans begann seine Karriere bei den Turnhout Tigers, wo er in der Jugend spielte. Als 17-Jähriger wechselte er zu HYC Herentals, wo er in der belgisch-niederländischen BeNe League spielt, die er mit dem Klub 2019 gewann.

### International
Im Juniorenbereich vertrat Waumans sein Heimatland bei den U18-Weltmeisterschaften 2016 und 2018, als er mit der höchsten Fangquote des Turniers erheblich zum Aufstieg der Belgier beitrug, in der Division II sowie der U20-Weltmeisterschaft 2020 in der Division II.
Im Erwachsenenbereich gehörte er erstmals bei der Weltmeisterschaft 2022 in der Division II zum Kader der belgischen Eishockeynationalmannschaft. Er erreichte auf Anhieb die höchste Fangquote. Auch bei der Weltmeisterschaft 2023 spielte er in der Division II.

## Erfolge und Auszeichnungen
- 2019 Gewinn der BeNe League mit HYC Herentals

### International
- 2018 Höchste Fangquote bei der U18-Weltmeisterschaft der Division III, Gruppe A
- 2018 Aufstieg in Division II, Gruppe B, bei der U18-Weltmeisterschaft der Division III, Gruppe A
- 2023 Höchste Fangquote bei der Weltmeisterschaft der Division II, Gruppe B